# بازگشت به بابل
بازگشت به بابل (عربی: العودة إلى بابل) فیلمی در ژانر مستند به کارگردانی عباس فاضل است که در سال ۲۰۰۲ منتشر شد.